# I wanna have some fun (album)
I wanna have some fun is een muziekalbum van Samantha Fox uit 1988. Het album werd uitgebracht in de beginjaren van de housemuziek. Het verscheen op een elpee en een cd.
Het album bereikte de Nederlandse en Belgische hitlijsten niet, en stond kort in enkele andere Europese hitlijsten. Daar kwam het op nummer 28 in Zwitserland, nummer 50 in Zweden en nummer 60 in Duitsland. Daarentegen stond het 34 weken in de Amerikaanse Billboard 200 en kende het nummer 37 als hoogste notering.

## Nummers
| Nummer | Naam                     | Geschreven door                         | Duur |
| ------ | ------------------------ | --------------------------------------- | ---- |
| A1     | I wanna have some fun    | Full Force                              | 5:00 |
| A2     | Love house               | Bolland & Bolland                       | 4:34 |
| A3     | Your house or my house   | Jolyon Skinner                          | 3:54 |
| A4     | Next to me               | Full Force                              | 5:33 |
| A5     | Ready for this love      | Shelly Peiken                           | 4:20 |
| A6     | Confession               | Lol Mason, Mark Shreeve en Samantha Fox | 4:40 |
| B1     | I only wanna be with you | Ivor Raymonde en Michael Hawker         | 2:45 |
| B2     | You started something    | Stock, Aitken & Waterman                | 3:23 |
| B3     | One in a million         | Bolland & Bolland                       | 4:48 |
| B4     | Walking on air           | Mike Bissell                            | 4:12 |
| B5     | Hot for you              | Eric Beall                              | 4:15 |
| B6     | Out of your hands        | Lol Mason en Mark Shreeve               | 4:17 |